# سهل سحيق

مقطع عرضي بياني لحوض محيطي يبين علاقة السهول السحيقة بالمنحدر القاري والخندق المحيطي.

السهل السحيق أو الحوض المحيطي (بالإنجليزية: Abyssal plain)‏، هو المنطقة المتسعة من قاع البحر الواقعة بين عمق 3000 و6000 متر تحت مستوى سطح البحر. وهي تشغل 80% تقريباً من مساحة المحيطات، أو أكثر من 50% من مجموع مساحة الأرض. وفي تلك الأعماق، حيث الظلام الحالك والماء البارد والضغط الشديد، تعيش كائنات حية ذات أشكال غريبة وخصائص مميزة. السهول السحيقة هي عناصر جيولوجية رئيسية للأحواض المحيطية.
إن سبب تكوين السهول السحيقة هو نتيجة انتشار قاع البحر وانصهار القشرة المحيطية السفلى. ترتفع الصهارة من فوق الغلاف الموري (طبقة من الوشاح العلوي)، وعندما تصل هذه المادة البازلتية إلى السطح عند سفوح المحيطات الوسطى، فإنها تشكل قشرة محيطية جديدة، يتم سحبها جانبيًا باستمرار عن طريق انتشار قاع البحر. تنجم السهول السحيقة عن غطاء سطح قشرة محيطي غير مستوٍ من الرواسب ذات الحبيبات الدقيقة، ولا سيما الطين والطمي. وتترسب الكثير من هذه الرسوبيات بواسطة التيارات العاكسة التي تم توجيهها من الجوانب القارية على طول الأخاديد الغواصة إلى المياه العميقة. ويتكون الباقي بشكل رئيسي من الرواسب السطحية.
يُعتقد أن السهول السحيقة هي مكامن رئيسية للتنوع البيولوجي. كما أنها تمارس تأثيرًا كبيرًا على دورة الكربون في المحيطات، وكسر كربونات الكالسيوم، وتركيزات ثاني أكسيد الكربون في الغلاف الجوي على مدى فترات زمنية تمتد من مائة إلى ألف سنة. يتأثر هيكل النظم الإيكولوجية للسهول السحيقة بشدة بمعدل تدفق الغذاء إلى قاع البحر وتكوين المادة المُستقرة. تؤثر عوامل مثل تغير المناخ، وممارسات الصيد، وتخصيب المحيطات بشكل كبير على أنماط الإنتاج الأولي في المنطقة المفعمة بالحيوية.
لم يتم التعرف على السهول السحيقة كسمات فيزيوغرافية مميزة لأرضية البحر حتى أواخر الأربعينيات من القرن العشرين، وحتى وقت قريب جداً، لم تتم دراسة أي منها على أساس منتظم. يتم حفظها بشكل سيئ في السجل الرسوبي، لأنها تميل إلى أن تُستهلك من خلال عملية الانجراف.

## المناطق المحيطية
يمكن تصور المحيط على أنه مقسم إلى مناطق مختلفة حسب العمق وحسب وجود أو غياب ضوء الشمس. تعتمد جميع أشكال الحياة تقريبًا في المحيط على أنشطة التركيب الضوئي للعوالق النباتية والنباتات البحرية الأخرى لتحويل ثاني أكسيد الكربون إلى كربون عضوي، وهو لبنة البناء الأساسية للمواد العضوية. يتطلب التركيب الضوئي بدوره الطاقة من أشعة الشمس لدفع التفاعلات الكيميائية التي تنتج الكربون العضوي.
يُشار إلى طبقة عمود الماء القريب من سطح المحيط (مستوى البحر) باسم المنطقة الضوئية. يمكن تقسيم المنطقة الضوئية إلى منطقتين عموديتين مختلفتين. يشار إلى الجزء العلوي من المنطقة الضوئية، حيث يوجد الضوء الكافي لدعم عملية التمثيل الضوئي بواسطة العوالق النباتية والنباتات، على أنها منطقة بؤرية (يشار إليها أيضًا باسم المنطقة العمودية أو المنطقة السطحية). ويُسمى الجزء السفلي من المنطقة الضوئية، حيث تكون شدة الضوء غير كافية لعملية التمثيل الضوئي بمنطقة متوسطة العمق. حدودها المنخفضة تقع عند خط حراري 12 درجة مئوية (54 درجة فهرنهايت)، والذي يقع في المناطق المدارية بشكل عام بين 200 و 1000 متر.
يتم تعريف المنطقة المضاءة إلى حد ما على أنها تمتد من السطح إلى العمق حيث تكون شدة الضوء حوالي 0.1-1٪ من إشعاع ضوء الشمس السطحي، اعتمادًا على الموسم وخط العرض ودرجة تعكر المياه. في أوضح مياه المحيط، قد تمتد المنطقة المجهزة بعمق إلى عمق حوالي 150 مترًا، أو نادرًا، يصل إلى 200 متر. المواد المذابة والجسيمات الصلبة تمتص وتشتت الضوء، وفي المناطق الساحلية يؤدي التركيز العالي لهذه المواد إلى توهين الضوء بسرعة مع العمق. في مثل هذه المناطق، قد تكون المنطقة المضاءة بعمق أقل من بضعة أمتار أو أقل. تمتد منطقة متوسطة العمق، حيث تكون شدة الضوء أقل بكثير من 1٪ من الإشعاع السطحي، من قاعدة المنطقة المليئة بالضوء إلى حوالي 1000 متر. تمتد من الجزء السفلي من المنطقة الضوئية وصولاً إلى قاع البحر، وهي منطقة الآبوتية، وهي منطقة من الظلام الدامس.
وبما أن متوسط عمق المحيط يبلغ حوالي 4300 متر، فإن المنطقة المضاءة لا تمثل سوى جزء ضئيل من الحجم الكلي للمحيط. ومع ذلك وبسبب قدرتها على التمثيل الضوئي، فإن المنطقة المضاءة لديها أكبر تنوع بيولوجي وكتلة حيوية في جميع المناطق المحيطية. ما يقرب من جميع الإنتاج الأولي في المحيط يحدث هنا. أشكال الحياة التي تعيش في المنطقة المعتمة غالباً ما تكون قادرة على التحرك صعوداً من خلال عمود الماء إلى المنطقة المضاءة للتغذية. خلاف ذلك، يجب أن تعتمد على المواد التي تهبط من فوق، أو العثور على مصدر آخر للطاقة والتغذية، مثل ما يحدث في التمثيل الكيميائي للبكتيريا القديمة التي توجد بالقرب من الفتحات الحرارية المائية.
يمكن تقسيم المنطقة المعتمة إلى ثلاث مناطق عمودية مختلفة، بناءً على العمق ودرجة الحرارة. الأول هو منطقة باسيال، تمتد من عمق 1000 متر إلى 3000 متر، مع انخفاض درجة حرارة الماء من 12 درجة مئوية (54 درجة فهرنهايت) إلى 4 درجات مئوية (39 درجة فهرنهايت) مع زيادة العمق. [11] التالي هو منطقة العمق السحيق، الممتدة من عمق 3000 متر إلى 6000 متر. المنطقة النهائية هي منطقة الأخاديد القاعية العميقة، وهي أعمق منطقة محيطية، تمتد من عمق 6000 متر إلى حوالي 11000 متر. السهول السحيقة عادة ما تكون في منطقة العمق السحيق، على أعماق تتراوح بين 3000 و 6000 متر.

## التشكل
تتكون القشرة المحيطية، والتي تشكل الأساس المتين للسهول السحيقة، بشكل مستمر في قمم وسط المحيط (نوع من الحدود المتباينة) من خلال عملية تعرف باسم انصهار الضغط. إن انصهار الضغط المرتبط بالأعمدة هو المسؤول عن إنشاء جزر محيطية مثل جزر هاواي، بالإضافة إلى قشرة المحيط عند سفوح المحيطات الوسطى. هذه الظاهرة هي أيضا تُعتبر التفسير الأكثر شيوعا لبازلت الفيضانات والهضاب المحيطية. يحدث انصهار الضغط عندما يتم ذوبان الوشاح العلوي جزئيا في الصهارة بينما يتحرك صعودا تحت تلال وسط المحيط. ثم تبرد هذه الصهارة المتقلبة وتتصلب عن طريق التوصيل والحمل الحراري لتشكيل قشرة محيطية جديدة. يحدث التراكم عندما يضاف عباءة إلى الحواف المتصاعدة للصفائح التكتونية، التي ترتبط عادة بنشر قاع البحر. وبالتالي فإن عمر القشرة المحيطية هو وظيفة المسافة من سلسلة جبال المحيط. توجد أصغر قشرة محيطية عند قمم وسط المحيط، وتصبح أكثر تقدمًا، وأكثر برودة وكثافة، حيث تخرج إلى الخارج من التلال وسط المحيط كجزء من عملية تسمى الحمل الحراري.
ينقسم الغلاف الصخري، إلى عدد من الصفائح التكتونية التي يتم إنشاؤها واستهلاكها باستمرار عند حدود صفائحها المقابلة. تتشكل القشرة المحيطية والصفائح التكتونية وتتحرك على مسافات وسط المحيط. تتشكل التلال السحيقة من خلال تمدد الغلاف الصخري المحيطي. يحدث استهلاك أو تدمير الغلاف الصخري المحيطي في خنادق المحيطات من خلال عملية تعرف باسم الاندساس. تكون خنادق المحيطات في الأماكن التي تلتقي فيها ألواح الغلاف الصخري المحيطية من صفيحتين مختلفتين، وتبدأ الطبقة الأكثر كثافة بالنزول مرة أخرى إلى الوشاح. على حافة الاستهلاك للوحة (الخندق المحيطي)، تقلص الغلاف الصخري المحيطي حرارياً ليصبح كثيفًا للغاية، ويغرق تحت وزنه في عملية الاندساس. تستهلك عملية الانجراف طبقة قشرة محيطية قديمة، لذا نادراً ما يصل عمر القشرة المحيطية إلى أكثر من 200 مليون سنة. وتعرف العملية الشاملة للدورات المتكررة من إنشاء وتدمير القشرة المحيطية باسم دورة القارات الكبرى، التي اقترحها أولاً الجيوفيزيائي والجيولوجي الكندي جون توزو ويلسون.
قشرة المحيطية الجديدة الأقرب إلى التلال الوسطية المحيطية معظمها من البازلت عند مستويات ضحلة ولها تضاريس وعرة. إن خشونة هذه التضاريس هي دالة على المعدل الذي تنتشر فيه سلسلة جبال وسط المحيط (معدل الانتشار). القيم النموذجية للتلال المنتشرة بسرعة أكبر من 100 مم / سنة، في حين أن الحواف البطيئة الانتشار عادة ما تكون أقل من 20 ملم / سنة. ويعتقد أن هذه الظاهرة ترجع إلى التصدع عند حافة المحيط المتوسط عندما تشكلت القشرة المحيطية الجديدة. هذه الأعطال المنتشرة في القشرة المحيطية هي أكثر السمات التكتونية والتضاريس شيوعًا على سطح الأرض. عملية انتشار قاع البحر تساعد على تفسير مفهوم الانجراف القاري في نظرية تكتونية الصفائح.
وينتج المظهر المسطح للسهول السحيقة الناضجة عن غطيط هذا السطح غير المستوي أصلاً من القشرة المحيطية بواسطة رواسب دقيقة الحبيبات، معظمها من الطين والطمي. يتم ترسيب الكثير من هذه الرواسب من التيارات العاكسة التي تم توجيهها من الهوامش القارية على طول الأخاديد الغواصة وصولاً إلى المياه العميقة. ويتألف الجزء المتبقي من الرواسب من غبار رئيسي (جسيمات طينية) ينفث في البحر من الأرض، وبقايا النباتات والحيوانات البحرية الصغيرة التي تغرق من الطبقة العليا من المحيط، والمعروفة باسم الرواسب البحرية. يقدر إجمالي معدل ترسب الرواسب في المناطق النائية بما يتراوح بين 2 سنتيمتر وثلاثة سنتيمترات في الألف عام. السهول السحيقة المغطاة بالرواسب أقل شيوعاً في المحيط الهادئ منها في أحواض المحيط الرئيسية الأخرى لأن الرسوبيات من التيارات العائمة محاصرة في خنادق محيطية تقع على المحيط الهادي.

## الاكتشاف

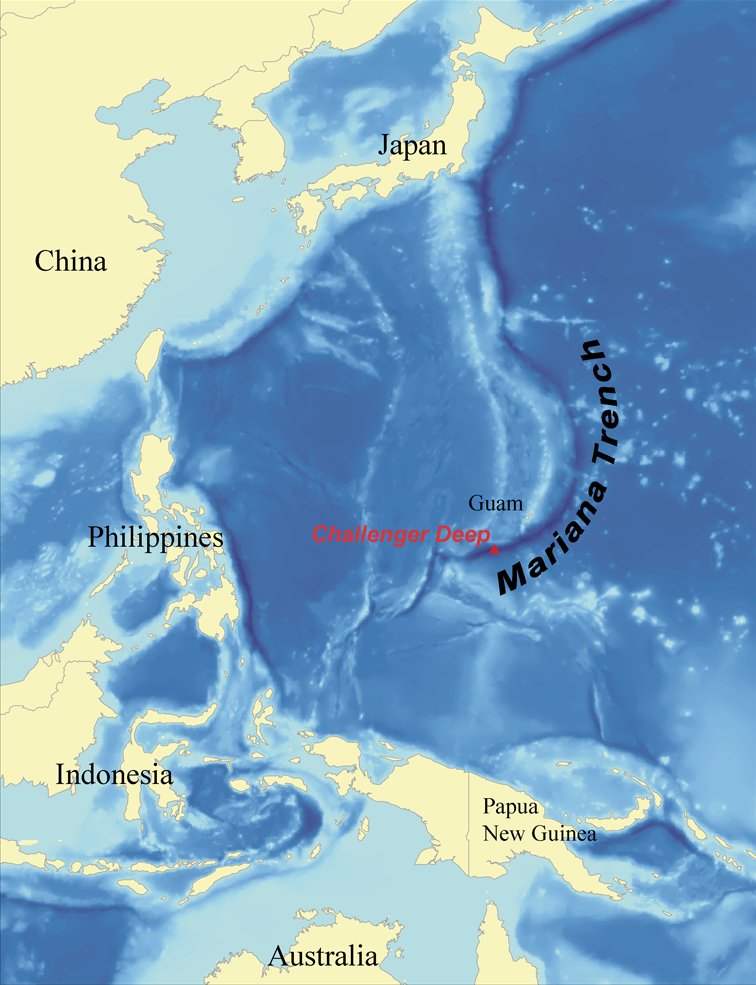
موقع تشالنجر ديب في خندق ماريانا.

أسفرت الرحلة الاستكشافية العلمية (ديسمبر 1872 - مايو 1876) لسفينة إتش إم إس تشالنجر البحرية الملكية البريطانية عن كمية هائلة من بيانات قياس الأعماق، والتي أكدها الكثير من الباحثين اللاحقين. وقد مكنت البيانات المتعلقة بالأعماق التي تم الحصول عليها خلال مسار بعثة تشالنجر العلماء من رسم خرائط، التي قدمت مخططًا تقريبيًا لبعض خصائص التضاريس الرئيسية للغواصات، مثل المنحدرات القارية وأعراف منتصف الأطلسي. تم الحصول على هذه المجموعة غير المتقطعة من نقاط البيانات من خلال تقنية بسيطة لأخذ الأصوات من خلال خفض الخطوط الطويلة من السفينة إلى قاع البحر.
تبعت رحلة تشالنجر حملة أخرى هي حملة جانيت 1897-1881 ، بقيادة ملازم البحرية الأمريكية جورج واشنطن ديلونج. أبحر الفريق عبر بحر تشوكشي وسجل بيانات أرصاد جوية وبيانات فلكية بالإضافة إلى أخذ أصوات قاع البحر. أصبحت السفينة محاصرة في كيس الثلج بالقرب من جزيرة رانجل في سبتمبر 1879، وفي النهاية غرقت ودُمرت في يونيو 1881.
تبعت بعثة جانيت بعثة أخرى في 1893-1896 للقطب الشمالي للمستكشف النرويجي فريتيوف نانسين على متن السفينة فرام، والتي أثبتت أن المحيط المتجمد الشمالي عبارة عن حوض عميق في المحيطات، دون انقطاع من قبل أي مساحة كبيرة من الأرض شمال القارة الأوراسية.
ابتداءً من عام 1916، أجرى الفيزيائي الكندي روبرت ويليام بويل وعلماء آخرون من لجنة التحقيق في الكشف عن الغواصة (ASDIC) أبحاثًا أدت في النهاية إلى تطوير تكنولوجيا السونار. وقد تم تطوير معدات سمعية صوتية يمكن تشغيلها بسرعة أكبر بكثير من خطوط السبر، مما مكن البعثة الألمانية على متن سفينة الأبحاث الألمانية ميتوير (1925-1927) من أخذ سبر متكرر على مقاطعات شرق-غرب الأطلسي. تظهر الخرائط التي يتم إنتاجها من هذه التقنيات الأحواض الأطلسية الرئيسية، ولكن دقة العمق لهذه الأدوات المبكرة لم تكن كافية لكشف السهول المستوية السحيقة.
ومع تحسن التكنولوجيا، أصبح قياس العمق وخطوط العرض وخطوط الطول أكثر دقة وأصبح من الممكن جمع مجموعات مستمرة من نقاط البيانات بشكل أو بآخر. وقد أتاح هذا للباحثين رسم خرائط دقيقة ومفصلة لمناطق كبيرة من قاع المحيط. إن استخدام تولوموي وإيوينج جهاز القياسات بشكل مستمر قد أتاح في صيف عام 1947 تحديد ووصف السهول السحيقة الأولى. وتم وصف سهل جنوب نيوفاوندلاند الذي يعرف الآن بسهول سوهيم السحيقة. بعد هذا الاكتشاف تم العثور على العديد من الأمثلة الأخرى في جميع المحيطات.

## ميزات التضاريس
ملوحة المياه في الأعماق عادية، بين 34 و35 جزء بالألف، وحرارتها بين -1° و+2° س (سلسيوس). والمياه هناك هادئة ولا يلاحظ لها أثر في حَتِّ الجبال والهضاب الغائصة التي حافظت على أشكالها الأصلية نتيجة عمليات النهوض. ويتوضع على هذه الجبال والهضاب وعلى القاع المنبسط المترامي طين الأعماق. ولكن لا يخلو الماء العميق من تيارات تتجدد بين الحين والحين فيتجدد قسم من ماء الأعماق. كما لا يخلو هذا الماء من نسبة ضئيلة من الأكسجين، لكنها لا تساعد مختلف أنماط الحياة البحرية على الحياة.
ولا تصل الترسبات القارية والفُتاتية إلى مياه الأعماق، وأواسط المحيطات، كما أن الأملاح الكلسية غالباً ما تنحل في المياه العميقة بسبب الارتفاع النسبي لثاني أكسيد الكربون فيها وشدة ضغط الماء في تلك الأعماق.

## التنوع الحيوي
إن الأحوال السائدة في السهول السحيقة، من ظلام وبرودة وضغط مرتفع، تجعل الحياة فيها صعبة للغاية. إذ يستحيل وجود النباتات، فتقل بالتالي الحيوانات التي تعتمد على النبات في غذائها. لذلك يكون عدد الكائنات الحية فيها قليلاً بالموازنة بينها وبين المناطق الأخرى من البحر. فالكتلة الحيوية لعوالق الطبقات السطحية من البحر تراوح بين 109 و1120 مغ من المادة الحية في كل متر مكعب من ماء البحر، وهي بين 165 و346مغ/م3 في أعماق تراوح بين 500م و2000م، وتصبح الكتلة الحيوية في الأعماق السحيقة بين 9 و26 مغ/م3 فقط.
على الرغم من أن السهول السحيقة كانت تُفترض في يوم من الأيام أنها موائل شاسعة شبيهة بالصحراء، إلا أن الأبحاث التي أجريت على مدى العقد الماضي أو ما إلى ذلك تبين أنها تعج بمجموعة متنوعة من الحياة الميكروبية.
ومع ذلك، فإن بنية النظام الإيكولوجي ووظائفه في قاع البحر العميق لم تتم دراستهما على مر التاريخ بسبب حجم وبُعد الهاوية. وقد توصلت البعثات الأوقيانوغرافية الأخيرة التي أجرتها مجموعة دولية من العلماء من تعداد تنوع الحياة البحرية السحيفة إلى مستوى عالٍ للغاية من التنوع البيولوجي في السهول السحيقة، مع ما يصل إلى 2000 نوع من البكتيريا، و 250 نوعًا من الأوليات، و 500 نوع من اللافقاريات (الديدان والقشريات والرخويات)، التي توجد عادة في المواقع السحيقة الفردية.
ويكون قاع الأعماق السحيقة طينياً رخواً، ويحوي كميات كبيرة من فتاتات كائنات السطح وبقاياها، لذلك تكثر فيها الحيوانات التي تتغذى بهذه البقايا، كما تكثر الحيوانات التي يفترس بعضها بعضاً والتي تتصف عادة بنمو أسنانها نمواً واضحاً وكبيراً. وعلى كل حال تتصف الأعماق بصفات تجعل الكائنات التي تعيش فيها ذات طابع معين. فالفقاريات الوحيدة التي يمكنها أن توجد هناك هي بعض أنواع الأسماك التي تكيفت مع الوسط. فهي تبدو مترهلة عند صعودها إلى الأعلى بسبب ليونة جسمها الذي تقاوم به الضغوط العالية في الأسفل. ولبعضها عيون كبيرة متكيفة بوجه خاص للرؤية في الظلام، والبعض الآخر أعمى. وتكون ألوانها باهتة رتيبة غير متنوعة، فهي غالباً رمادية أو بُنيَّة. وكلها صغيرة القَدّ لا يتجاوز طول الواحد منها المتر الواحد.